# 奥马卢尔
奥马卢尔（Omalur），是印度泰米尔纳德邦Salem县的一个城镇。总人口12536（2001年）。

## 人口
该地2001年总人口12536人，其中男性6353人，女性6183人；0—6岁人口1237人，其中男622人，女615人；识字率64.41%，其中男性为70.58%，女性为58.06%。